# راي كاميرون
راي كاميرون (بالإنجليزية: Ray Cameron)‏ (7 مارس 1982 في نيوزيلندا - ) هو لاعب كرة سلة نيوزلندي في مركز مدافع مسدد الهدف. لعب مع Waikato Pistons ‏.